# 太阳能电池

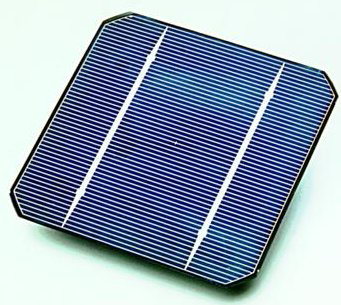
太陽能電池

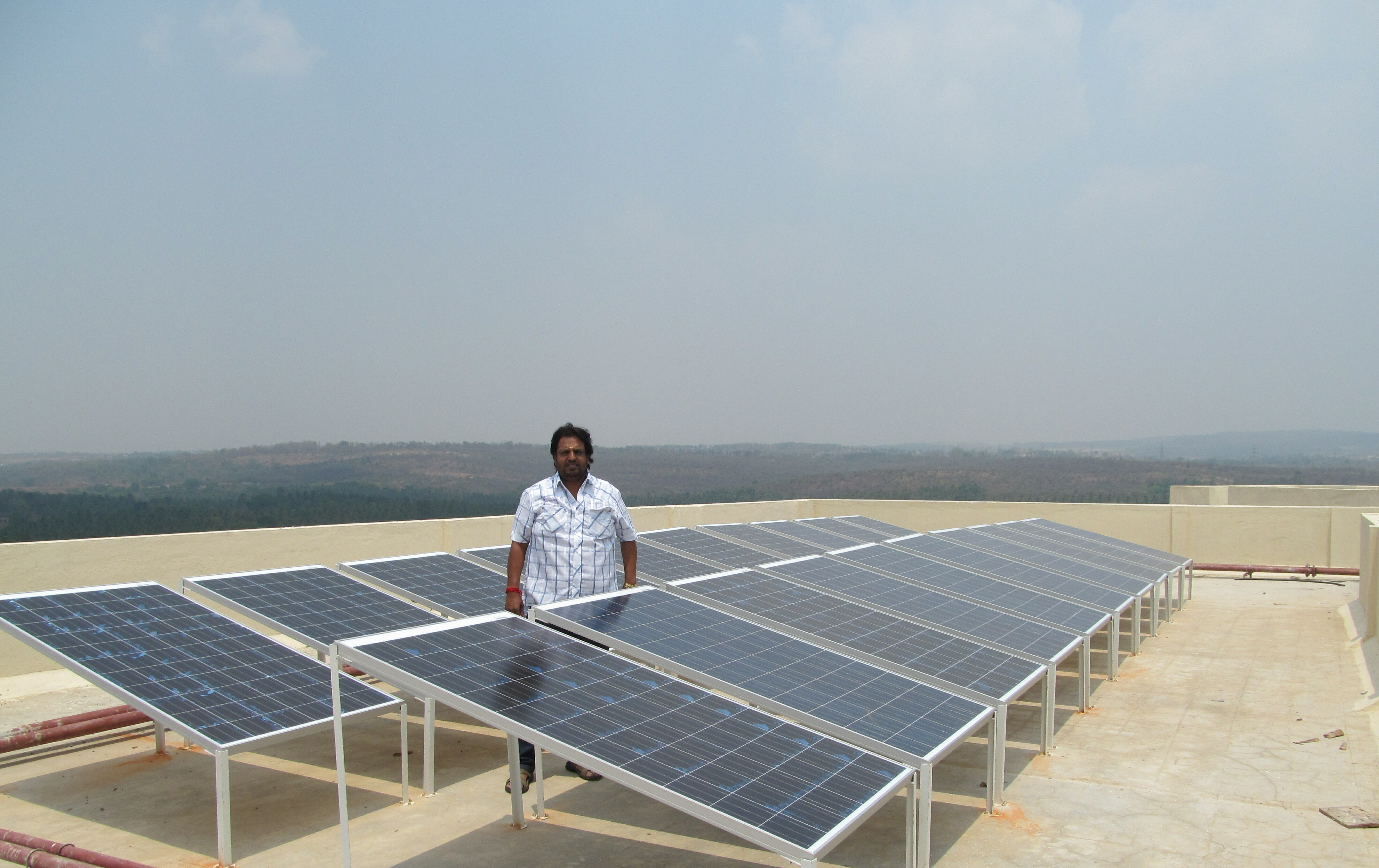
多具串聯的太陽能電池板

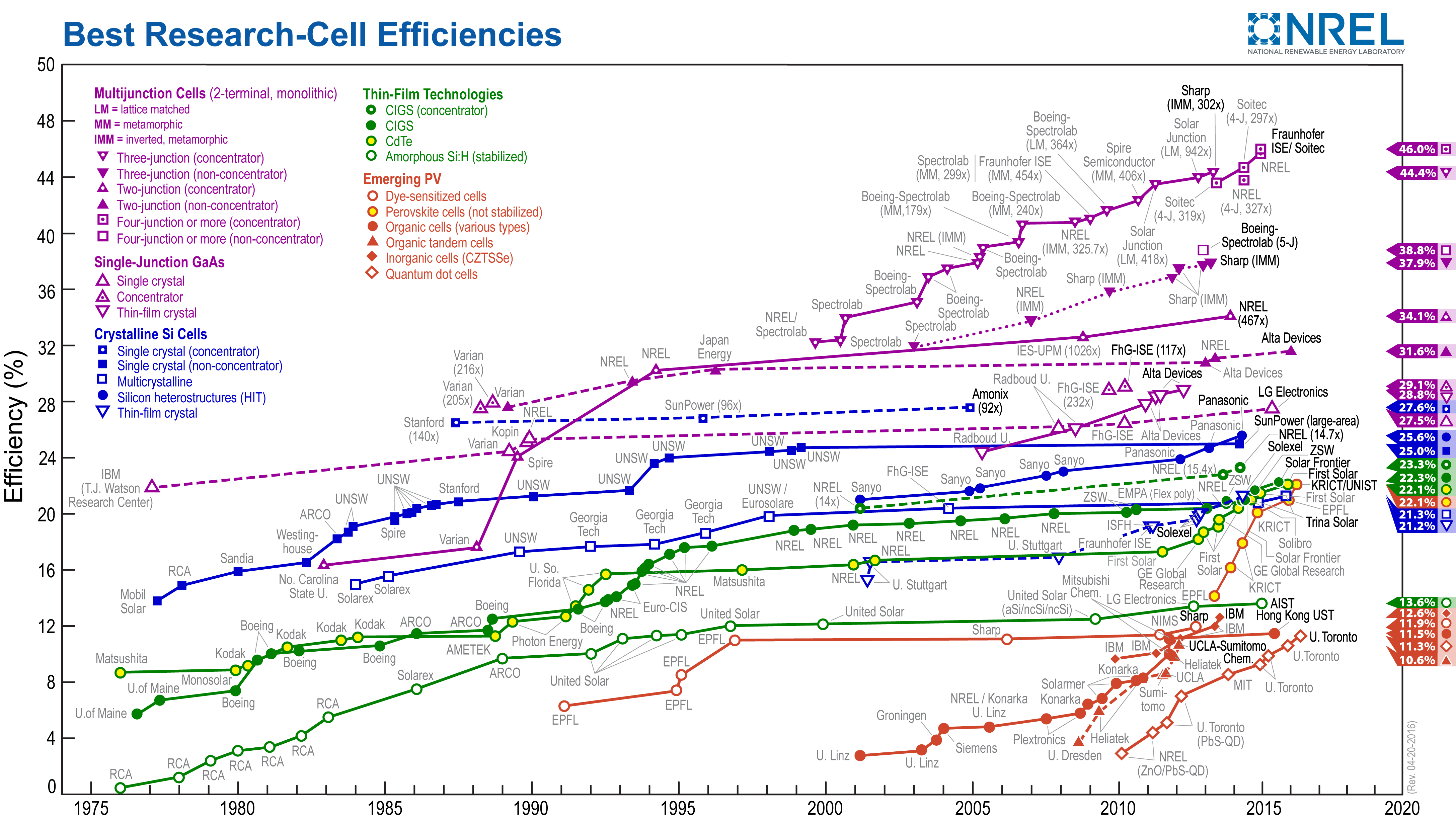
各類太陽能電池技術轉換效率進展 (美國國家可再生能源實驗室)

太阳能电池（solar cell）亦称太阳能芯片，近义词光电池（photovoltaic cell）或称光伏电池、光生伏打电池），是一种將太阳光通过光生伏打效应轉成電能的裝置。太陽能電池按定義並非電池，因其並不儲能，這是翻譯名詞，原意為太陽能單元，属于一种光电器件。
在常見的半導體太陽能電池中，透過適當的能階設計，便可有效的吸收太陽所發出的光，並產生電壓與電流。這種現象又被称为太阳能光伏。
太阳能发电是一种可再生的环保发电方式，其发电过程中不会产生二氧化碳等溫室气体，因此不会对环境造成污染；但太阳能电池板的生产过程会產生大量有毒废水，需另行處置。另外棄置的太陽能電池也是問題，若沒有妥善的回收機制，会对环境造成污染。
按照制作材料分为硅基半导体电池、CdTe薄膜电池、CIGS薄膜电池、染料敏化薄膜电池、有机材料电池等。其中硅电池又分为单晶硅电池、多晶硅电池和无定形体硅薄膜电池等。对于太阳能电池来说最重要的参数是转换效率，目前在实验室所研發的硅基太阳能电池中（並非硅空气电池），单晶硅电池效率为25.0%，多晶硅电池效率为20.4%，CIGS薄膜电池效率达19.8%，CdTe薄膜电池效率达19.6%，非晶硅（无定形硅）薄膜电池的效率为10.1%。

## 歷史
术语“光生伏打”（Photovoltaics）一詞，係photo-（希腊语，意为光）與volta（意为电气，紀念意大利物理学家亚历山德罗·伏打（Alessandro Volta））的結合，意指由光產生電的現象，最早的紀錄可溯至十九世紀。

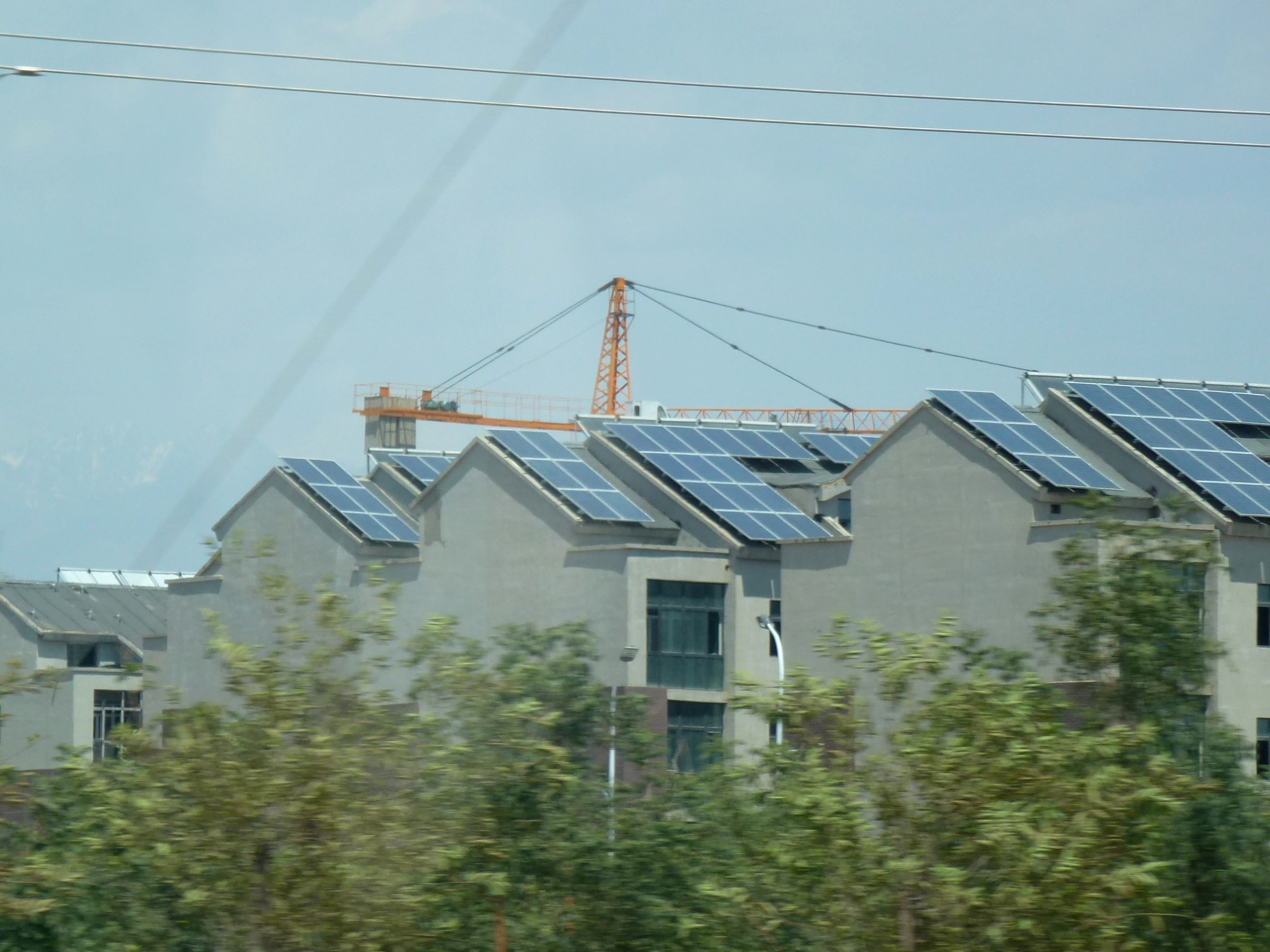
新疆裝於屋頂的太阳能

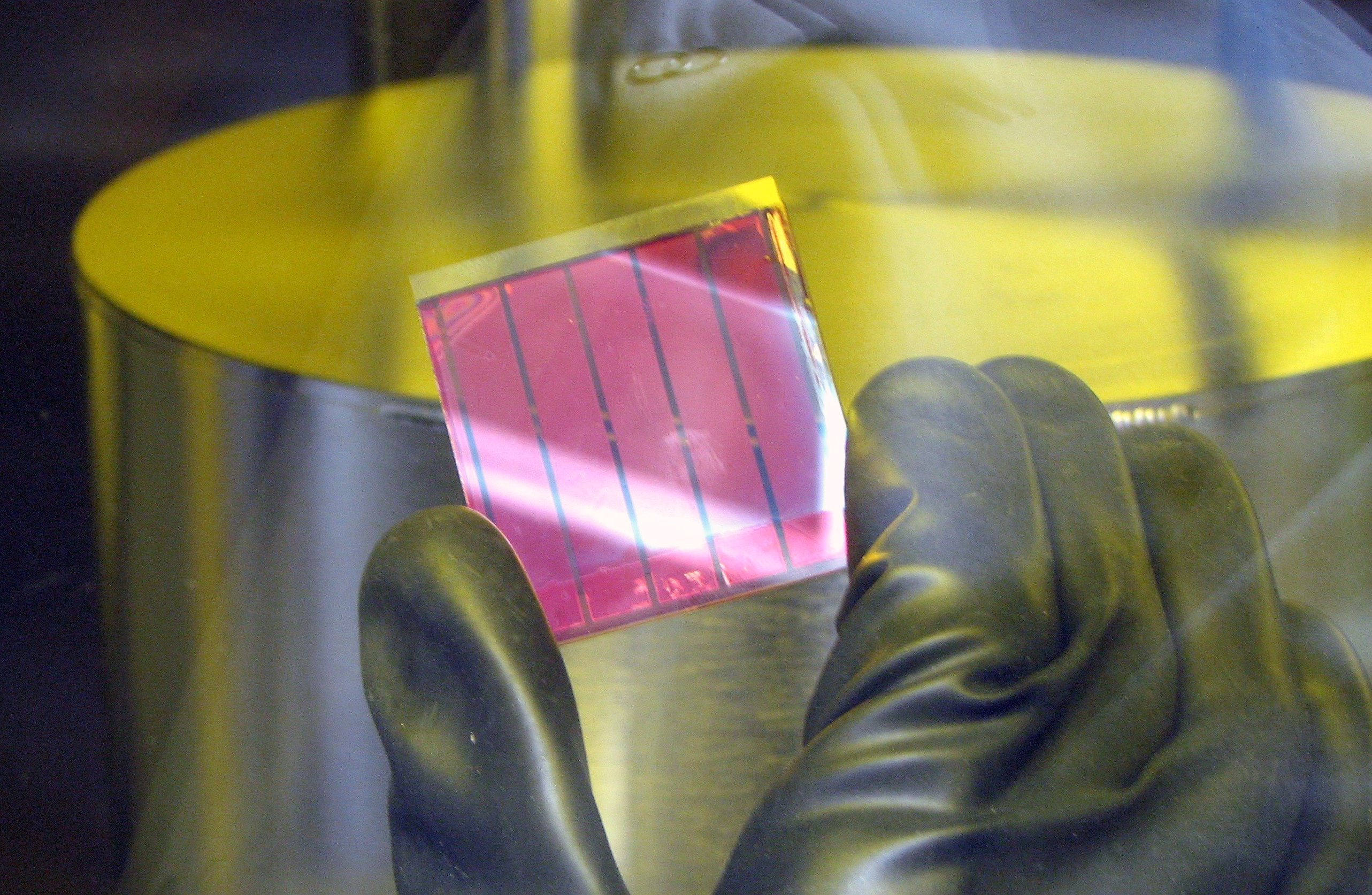
軟質太阳能板

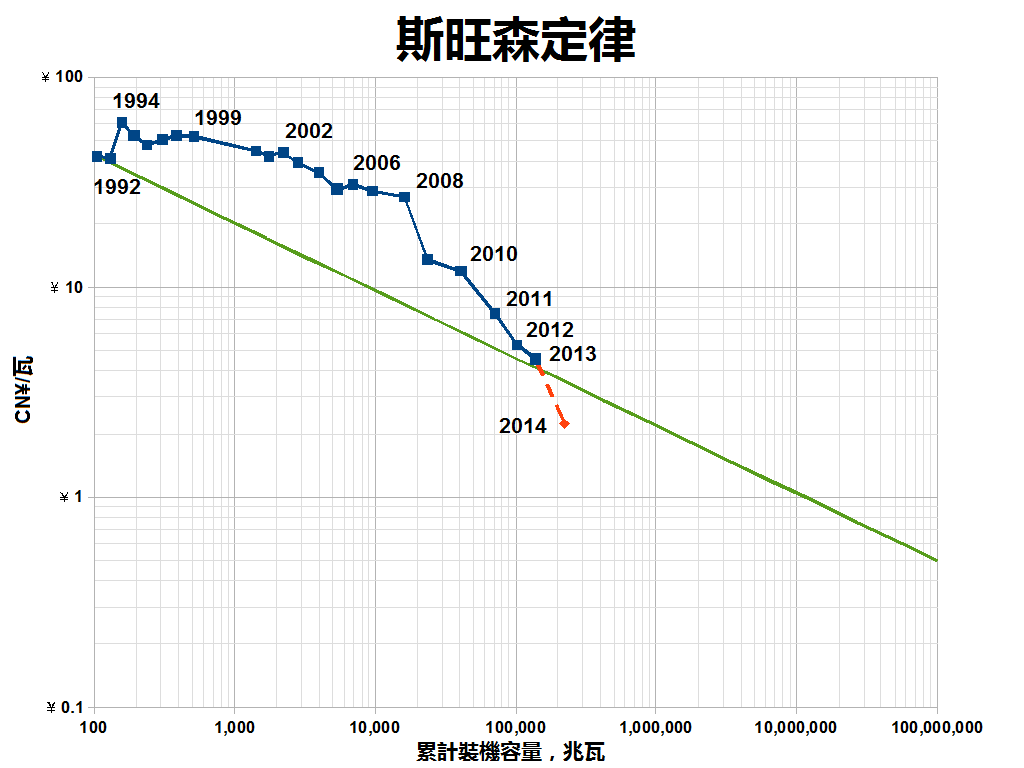
斯旺森定律 - 為累計產量的增加，成本的降低

- 1839年，光生伏打效应第一次由法国物理学家亚历山大·埃德蒙·貝克勒发现。
- 1849年术语“光－伏”（photo-voltaic）出现在英语中，意指由光產生電動勢。
- 1883年Charles Fritts製造了第一块太阳电池。Charles用硒半导体上覆上一层极薄的金层形成半导体金属结，該器件只有1%的效率。

- 1930年代，照相機的曝光計廣泛地使用光生伏打原理。
- 1946年Russell Ohl申请了现代太阳电池的专利。
- 1950年代，隨著半導體物理性質的逐漸瞭解，以及加工技術的進步，在1954年美國贝尔实验室的研究員发现，於硅中掺入一定量的杂质，會使其对光更加敏感，並製作出了第一個有实际应用价值的太陽能電池。

- 1960年代，美國發射的人造衛星已利用太陽能電池做為能量來源。
- 1970年代，由於能源危機，世界各國開始關注能源開發的重要性。1973年發生了石油危機，人們開始把太陽能電池的應用轉移到一般的民生用途上。

目前，在美國、日本和以色列等國家，已經大量使用太陽能裝置，更朝商業化的目標前進。
在這些國家中，美國於1983年在加州建立世界上最大的太陽能電廠，它的發電量可以高達16百萬瓦特。南非、波札那、納米比亞和非洲南部的其他國家也設立專案，鼓勵偏遠的鄉村地區安裝低成本的太陽能電池發電系統。
而推行太陽能發電最積極的國家首推日本。1994年日本實施補助獎勵辦法，推廣每戶3千瓦特的「市電併聯型太陽光電能系統」。在第一年，政府補助49％的經費，以後的補助逐年遞減。「市電併聯型太陽光電能系統」是在日照充足的時候，由太陽能電池提供電能給自家的負載用，若有多餘的電力則另行儲存。當發電量不足或者不發電的時候，所需要的電力再由電力公司提供。
到了1996年，日本有2,600戶裝置太陽能發電系統，裝設總容量已經有8百萬瓦特。一年後，已經有9,400戶裝置，裝設的總容量也達到了32百萬瓦特。近年來由於環保意識的高漲和政府補助金的制度，預估日本住家用太陽能電池的需求量，也會急速增加。
在中國，太陽能發電產業亦得到政府的大力鼓勵和資助。2009年3月，中華人民共和國財政部财政部宣布擬對太陽能光電建築等大型太陽能工程進行補貼。

## 構造與發電原理

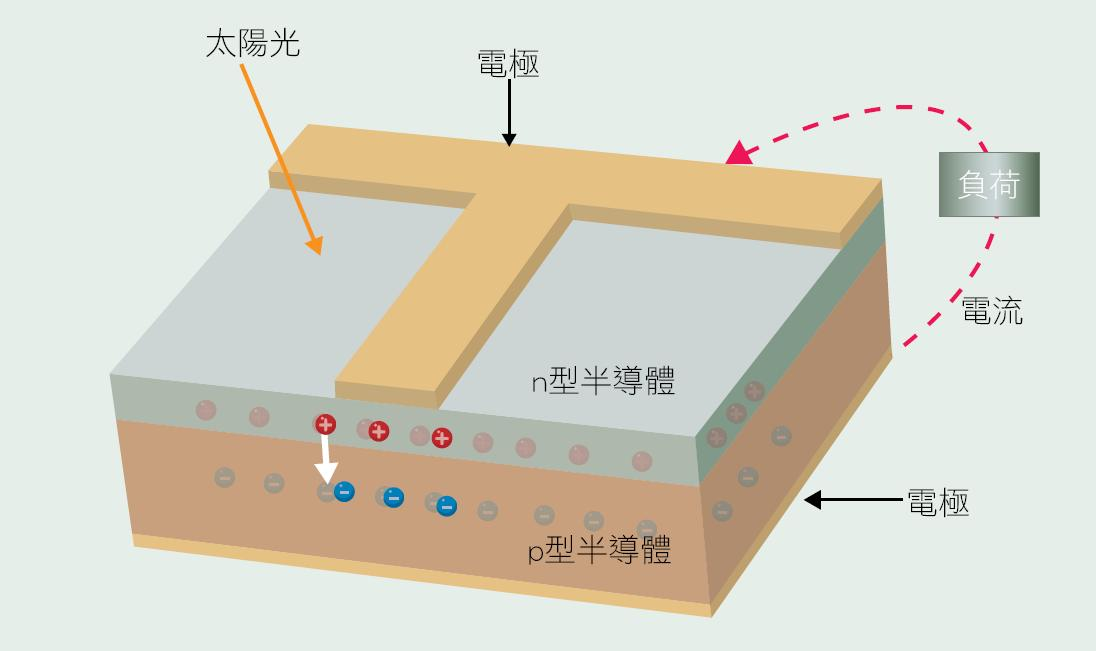
太陽能電池的結構圖

太陽電池的基本構造是運用P型與N型半導體接合而成的，這種結構稱為一個PN结。
當太陽光照射到一般的半導體（例如矽）時，會產生電子與電洞對，但它們很快的便會結合，並且將能量轉換成光子或聲子（熱），光子和能量相關，聲子則和動量相關。因此電子與電洞的生命期甚短；在P型中，由於具有較高的電洞密度，光產生的電洞具有較長的生命期，同理，在N型半導體中，電子有較長的生命期。
在P-N半導體接合處，由於有效載子濃度不同而造成的擴散，將會產生一個由N指向P的內建電場，因此當光子被接合處的半導體吸收時，所產生的電子將會受電場作用而移動至N型半導體處，電洞則移動至P型半導體處，因此便能在兩側累積電荷，若以導線連接，則可產生電流，而太陽能電池的挑戰就在於如何將產生的電子電洞對在複合之前將其蒐集起來。
從太陽來的光線，能量大部份落於1 – 3 eV之間，因此就單一個PN结而言，若經適當地設計，使吸收光能的高峰落於約1.5 eV，則能有最好的效率。
由於太陽電池產生的電是直流電，若需提供電力給家電用品或各式電器則需加裝逆变器，才能加以利用。

### 太陽能電池的充電發展
太陽能電池應用在消費性商品上，大多有充電的問題，過去一般的充電對象採用鎳氫或鎳鎘乾電池，但是鎳氫乾電池無法抗高溫，鎳鎘乾電池有環境污染的問題。近年來超級電容發展快速，电容超大，面積較小，加上價格低廉，因此有部份太陽能產品開始改採超級電容為充電對象，因而改善了太陽能充電的許多問題：
1. 充電較快速
2. 壽命增長5倍以上
3. 充電溫度範圍較廣
4. 減少太陽能電池用量（可低壓充電）

## 太陽能電池材料種類
太陽能電池的材料種類繁多，可以有非晶矽、多晶矽、CdTe、CuInxGa（1-x）Se2等半導體的、或三五族、二六族的元素鏈結的材料等。

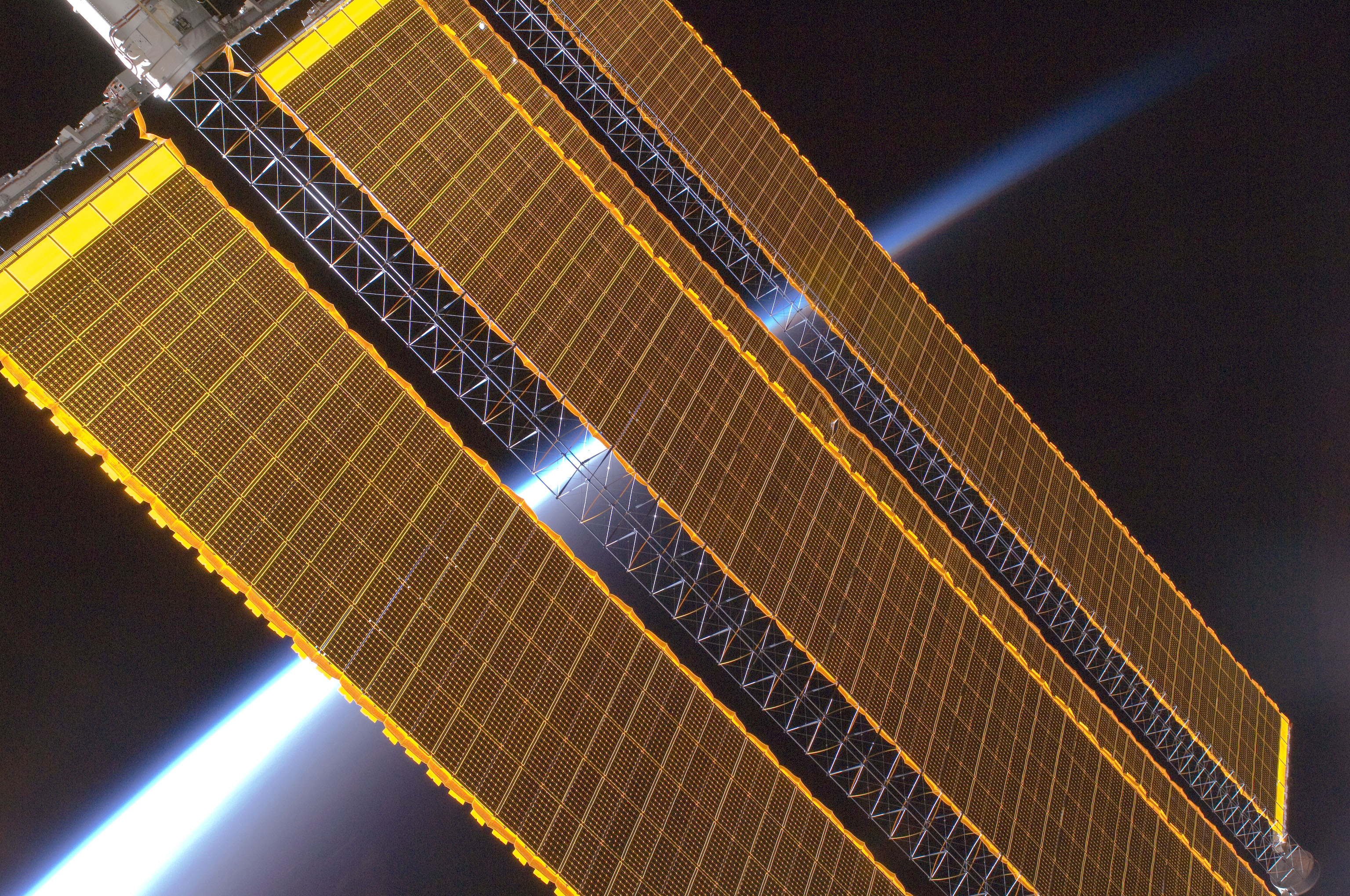
太空使用的太阳能电池

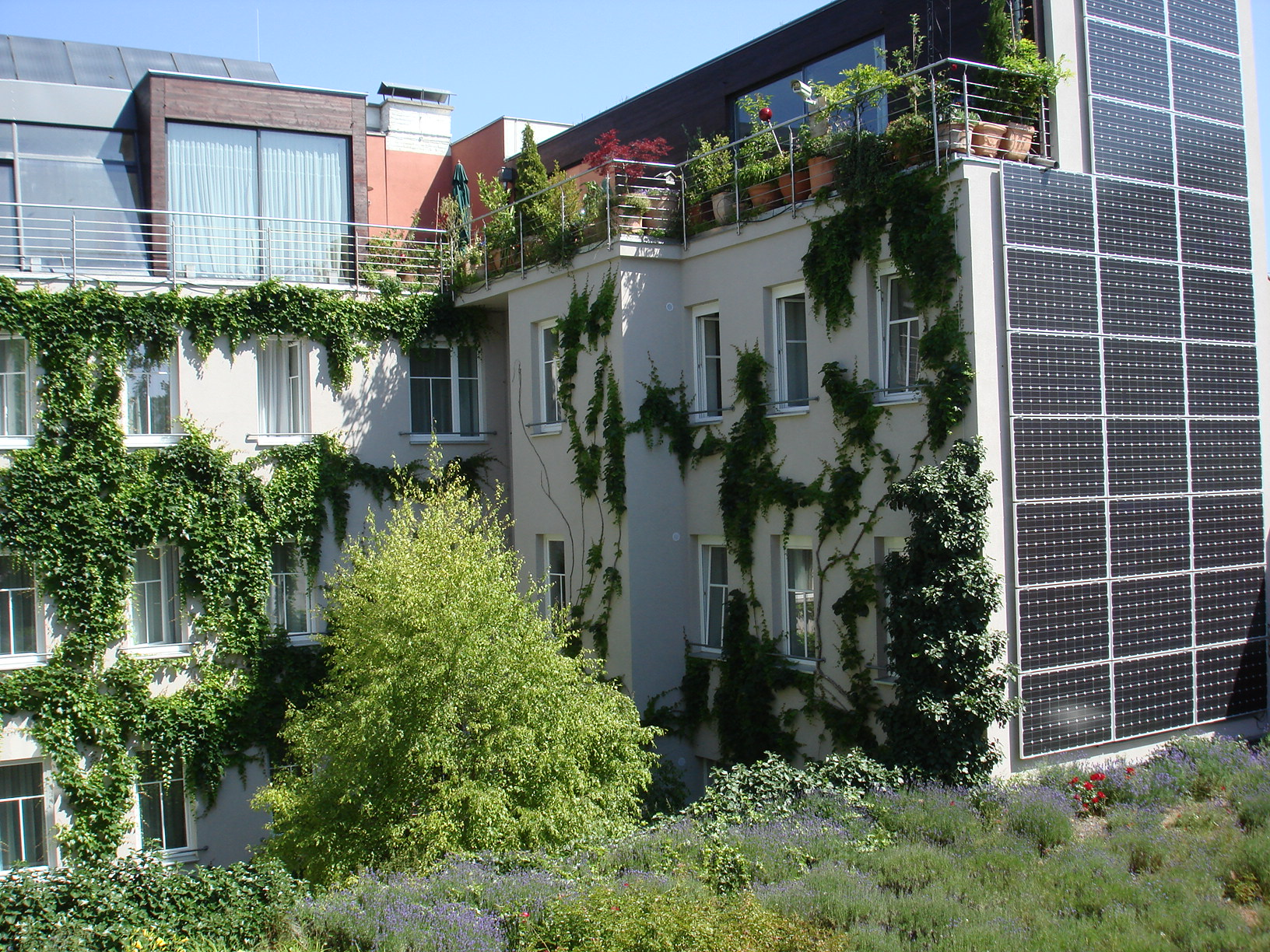
建築整合太陽能的工法

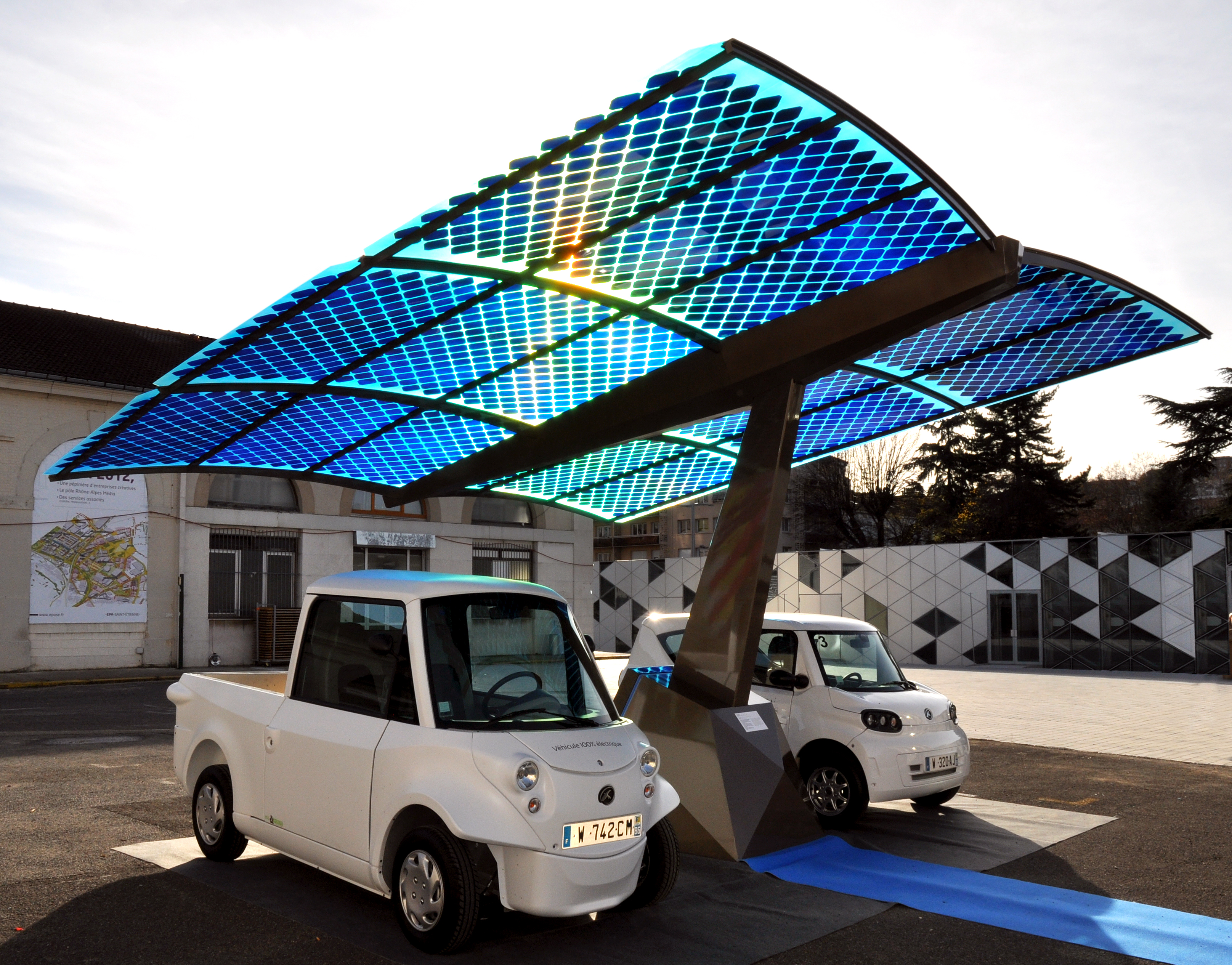
電動車太陽充電站

其設計上主要透過不同的製程和方法，測試對光的反應和吸收，做到能隙結合寬廣，讓短波長或長波長都可以全盤吸收的革命性突破，來降低材料的成本。
太陽電池型式上可分作基板式與薄膜式，基板式在材料上又可分單晶式、或相溶後冷卻而成的多晶式基板；薄膜式則可和建築物有較佳的結合性，它具有曲度，有可撓、可折疊等特性，材料上較常用非晶矽。除前二者外，另有有機或奈米材料製作之太陽能電池，目前仍處研發階段。
就太陽能電池的發展時間而言，可區分為四個世代：
第一代基板矽晶（Silicon Based）、第二代為薄膜（Thin Film）、第三代新觀念研發（New Concept）、第四代複合薄膜材料。
1. 第一代太陽能電池發展最長久，技術也最成熟。種類可分為單晶矽（Monocrystalline Silicon）、多晶矽（Polycrystalline Silicon）、非晶矽（Amorphous Silicon）。以應用來說是以前兩者單晶矽與多晶矽為大宗，也因應不同設計的需求需要用到不同材料（例：對光波長的吸收、成本、面積......等等）。
2. 第二代薄膜太陽能電池，將化合物半導體以薄膜製程來製造電池，種類可分為二元化合物（碲化鎘CdTe、砷化鎵）、三元化合物銅銦硒化物（Copper Indium Selenide CIS）、四元化合物（英语：Quaternary compound）銅銦鎵硒化物（Copper Indium Gallium Selenide CIGS）。
3. 第三代電池與前代電池最大的不同是製程中導入「有機物」和「奈米科技」。種類有光化學太陽能電池、染料光敏化太陽能電池、高分子太陽能電池、奈米結晶太陽能電池。
4. 第四代則針對電池吸收光的薄膜做出多層結構。

某種電池製造技術，並非僅能製造一種類型的電池，例如在多晶矽製程，既可製造出矽晶版類型，也可以製造薄膜類型。

## 影响電池壽命的因素
电势诱导衰减（Potential Induced Degradation）簡稱PID效應，虽然目前光伏组件的效率在逐年提高，使用寿命也长达20－25年，发电量得到了保证，用户的预期收益也非常清晰。 但是，光伏组件的工作环境非常恶劣，不管是大型地面电站，还是农光互补、渔光互补等使用场景，在使用过程中会让效率降低，从而影响到发电量。其中，PID效应就是组件的“效率杀手”。
形成原因在於，光伏組件在使用過程中，在水汽和高溫交替作用下，很難保持長時間密封。會導致組件內部大量電荷聚集在電池片表面，影響鈍化效果，最終造成組件效率下降，發電量甚至會下降一半以上。 從2005年被發現至今，PID效應一直都是光伏企業和科研機構的“心頭大患”。雖然其發生原因並不是非常明確，但普遍認為在濕度加大，鹽度較大的沿海地區，PID效應較為容易發生。
據了解，在對光伏電站長期觀察的過程中發現，在組件表面殘留晨露或雨水並且有光照的情況下，很容易發生PID現象。嚴重的PID現象嚴重時，會引起一塊組件功率衰減50%以上，從而影響整個組串的功率輸出。所以各類光伏企業都高度重視PID效應。

### 解決方法
造成PID現象的因素有很多，以下是從組件方面來分析發生PID現象的原因。主要有以下三個方面：

#### 1、系統設計
光伏電站的防雷接地是通過將方陣邊緣的組件邊框接地實現的，這就造成在單個組件和邊框之間形成偏壓，組件所處偏壓越高則發生PID現象越嚴重。對於P型晶矽組件，通過有變壓器的逆變器負極接地，消除組件邊框相對於電池片的正向偏壓會有效的預防PID現象的發生，但光伏逆變器負極接地會增加相應的系統建設成本；

#### 2、光伏組件
高溫、高濕的外界環境使得電池片和接地邊框之間形成漏電流，封裝材料、背板、玻璃和邊框之間形成了漏電流通道。通過使用改變絕緣膠膜乙烯醋酸乙烯酯（EVA）是實現組件抗PID的方式之一，在使用不同EVA封裝膠膜條件下，組件的抗PID性能會存在差異。另外，光伏組件中的玻璃主要為鈣鈉玻璃，玻璃對光伏組件的PID現象的影響至今尚不明確；

#### 3、電池片
電池片方塊電阻的均勻性、減反射層的厚度和折射率等對PID性能都有著不同的影響。
PID效應對組件功率輸出並不是毀滅性的，在特定條件下是可以恢復的。但改善PID現象並降低其對組件功率的影響，可提高光伏電站系統的可靠性，是僅僅從組件層面上解決問題是不完善的。
可採用串聯組件的負極接地或是在晚間對組件和大地之間施加正電壓；進一步提高EVA膠膜的壽命和品質，優化封裝工藝；改變電池片發射極和SiN減反層。

## 晶体硅（包括单晶硅及多晶硅）太阳电池工业生产流程
1. 硅料提纯：将高纯的二氧化硅经过还原剂碳还原后，生成纯度为98%以上的冶金级硅，再经西门子法提纯为纯度大于99.99998%的太阳能级硅（纯度要求低于半导体级硅）。
2. 拉晶或铸锭：将提纯得到的高纯硅料，经过柴氏法提拉结晶成为单晶硅棒，或者通过石英坩埚铸锭为多晶硅锭。
3. 修角：该工艺只适用于单晶，目的是将圆柱形的单晶硅棒磨为近长方体形，使切出的硅片接近方形。
4. 切片：用多线锯（金刚石线）将单晶硅棒或多晶硅锭切为200-300μm厚的薄片，目前工业上已大规模使用160-180μm左右的硅片进行生产。
5. 清洗制绒：首先用碱液（一般为80摄氏度以上的NaOH溶液）腐蚀机械加工中造成硅片的损伤，然后分别用碱液（单晶硅片）或酸液（多晶硅片）制备出用于减反射的绒面，最后用甩干机甩干。
6. 扩散制结：目前工业上用的硅片主要为p型片，因此需要通过扩散磷（P）来形成PN结，扩散一般通过扩散炉进行，工艺温度高于900摄氏度，但目前已经在开发低温的扩散工艺。如果是使用n型片制备太阳电池，则需要扩散硼（B）。
7. 二次清洗：因为在扩散工艺中会形成非活性的磷硅玻璃，因此需要通过氢氟酸（HF）腐蚀掉。
8. 制备减反射膜：工业中采用等离子体增强化学气相沉积（英语：Plasma-enhanced chemical vapor deposition），制备氮化硅SiNx减反射膜。
9. 印刷电极：通过絲網印刷制备前后电极，前电极一般用银浆，后电极用银铝浆，而背面场则用铝浆印刷而成。具有相當快速且低成本的優點，也是有多項專利在市場上
10. 烧结：通过烧结炉的高温烧结，使前电极烧穿前表面的氮化硅减反射膜，n型层形成良好的欧姆接触，而背面的铝扩散入硅中，在背表面形成p+的重掺区，从而形成背表面场。

## 新型太陽電池
目前市場上大量產的單晶與多晶矽的太陽電池平均效率約在15%上下，也就是說，這樣的太陽電池只能將入射太陽光能轉換成15%可用電能，其餘的85%都轉換成了無法利用的熱能。超高效率的太陽電池（第三代太陽電池）的技術發展，除了運用新穎的元件結構設計，來嘗試突破其物理限制外，也嘗試新材料的引進，以達成大幅增加轉換效率的目的。另外，也有許多後續的封裝技術和光學技術，例如聚光型太陽能電池，透過光學的方式將太陽光聚集於太陽能面板上，而此類型的太陽能電池必須能承受高溫環境。

### 薄膜太陽電池
在薄膜電池技术中，近年建筑物集成太阳能电池技术（Building Integrated Photo Voltaic，BIPV）特别引人注目。此技术把薄膜电池应用到建筑物的围护结构如屋顶、天窗、外觀、門窗等部分的建筑材料之中；对于使用帷幕牆特别是玻璃幕墙的建筑物，BIPV更可结合在帷幕牆的材料之中。故其相對於非集成系统的優點，在於初投資可被因節省建材和勞工而抵消。被認为是太阳能电池工业中增长最大的技术之一。薄膜太陽能電池的好處在於可撓與低成本，透過沉積的方式即可完成，大面積，但轉換效率不高，且有光衰退（因長期的光照使得材料功能性下降，又稱作光裂解，原因是在薄膜沉積製程中有氫鍵，這些鍵會在照光時斷鍵而形成缺陷）現象，非晶矽太陽能電池具有非常寬的頻譜吸收，也可以做成可撓式的薄膜電池，對於綠色建築等只需要將電池服貼於窗戶甚至是建築的表面，这一新技术对绿色建筑领域的发展具有开拓性的幫助。
目前調查顯示，CIGS可彎曲模塊是BIPV封裝工業增長的最大推動力，相對而言CIGS有光優化的現象（照光後效率提升）。

### 銅銦硒太陽電池
銅銦硒（CuInSe2, CIS）薄膜太陽能電池具有以下特點：
1. 銅銦硒薄膜的能隙為1.04 eV，通入適量的鎵取代銦可在1.04~1.67 eV之間連續調整能帶寬度。
2. 銅銦硒是一種直接能隙材料，其可見光的吸收係數高達105 cm-1數量級，相較於矽基系列（mono-Si, a-Si），更多了約100倍以上的吸收，非常適合做為薄膜太陽能電池的吸收層。
3. 技術成熟後，製造成本和回收時間將遠低於晶體矽太陽能電池。
4. 抗輻射能力強。
5. 高光電轉換效率，目前銅銦鎵硒薄膜太陽能電池的最高轉換效率已達20.3%，是所有薄膜太陽能電池中的最高紀錄。
6. 電池穩定性佳，效率穩定幾乎不衰減。
7. 弱光特性好。因此銅銦硒薄膜太陽能電池可望成為新一代太陽能電池的主流產品之一。

### 染料敏化太陽電池
染料敏化太阳能电池（dye-sensitized solar cell，DSSC）是最近被開發出來的一種嶄新的太陽電池。DSSC也被稱為格雷策尔电池，因為是在1991年由格雷策尔等人發明的構造和一般光伏特電池不同，其基板通常是玻璃，也可以是透明且可彎曲的聚合箔（polymer foil，金屬薄膜），玻璃上有一層透明導電的氧化物（transparent conducting oxide，TCO）通常是使用FTO（SnO2:F），於上長有一層約10微米厚的porous奈米尺寸的TiO2粒子（約10～20 nm）形成一nano-porous薄膜。然後塗上一層染料附著於TiO2的粒子上。通常染料是採用釕多吡啶配合物（ruthenium polypyridyl complex）。上層的電極除了也是使用透明導電層和TCO外，也鍍上一層鉑當電解質反應的催化剂，二層電極間，則注入填滿含有iodide/triiodide電解質。雖然目前DSSC電池的最高轉換效率約在12%左右，但是製造過程簡單，所以一般認為降低生產成本會更多，能用更低的成本提供同樣的發電量。TCO是透明導電層，也可以減少光在穿透時被吸收的能量。

### 串疊型電池
串疊型電池（Tandem Cell）屬於一種運用新穎原件結構的電池，藉由設計多層不同能隙的太陽能電池來達到吸收效率最佳化的結構設計，針對紅光和藍光區域的光譜會分別由兩個電池來吸收。以增加QE的轉換效率。目前由理論計算可知，如果在結構中放入越多層數的電池，將可把電池效率逐步提升，甚至可達到50%的轉換效率，但串疊型電池的技術困難處在於它必須要做到電流匹配（current match），因為上下兩層電池產生的電流串聯時，會以電流於較小的那一顆電池為主，就如同水管大小串接在一起，水量會被出口面積較小的水管給侷限住。
此種高聚光太陽光發電（High Concentration Photovoltaic, HCPV）技術由於具有發電效率高、溫度係數低及最有降低發電成本的潛力等優勢，近年來逐漸受到國際的重視。例如在台灣，核能研究所利用MOCVD磊晶生長的方法進行堆疊式單體型InGaP/GaAs/Ge三接面太陽電池磊晶片的開發與太陽電池元件製程，所完成的太陽電池在128個太陽條件下，最佳能量轉換效率為39.07 %。依據聚光型太陽光發電協會（CPV Consortium）資料顯示，聚光型太陽光發電的全球市場將以145%年複合成長率向上增長，預估至2015年之安裝量將達1.8 GW。

### 鈣鈦礦電池
稱作第三代太陽能電池「鈣鈦礦」，已逐漸走出實驗室邁入商業階段，最大面積「A4大小」的鈣鈦礦太陽能電池，將現有太陽能板應用擴大到建築、農電共生，就連室內也可以發電。能源轉換效率已突破25％

#### 鈣鈦礦電池分為3種
表面透出淡淡的橘色的鈣鈦礦太陽能電池，可分為穿透型、半透型與不透型太陽能電池，差別在於太陽光線穿透太陽能板的程度與應用。
穿透型：應用在建築的玻璃帷幕牆，保有室內光線，發電為輔。
半透型：應用在農電共生，部分太陽應用在發電，部分應用在植物行光合作用。
不透型：應用在發電，完全吸收太陽光來進行發電。

## 應用實例

从太阳能电池到光伏系统。光伏系统可能的组件的一个示意图

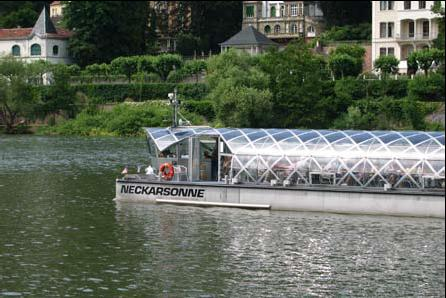
現在的太陽光電板可以配合造型做變化，在德國，一艘以太陽電池作為遮陽板的遊艇，不但造型流線美觀也環保

有太陽能屋、太陽能燈、太陽能發電、太陽能飛機等。

## 應用市場的發展
由於封裝技術、焊接材料與加工方法及晶片上的改良，在1991年太陽能系統的壽命約5到10年。到了1995年則增加到10～20年，而到公元2000年更可延長使用年限到25年以上。1995年，僅美國市場的太陽能電池銷售額為35億美元。由於石油及環保（全球溫室效應）的問題，以及外交上對落後地區的援助，使得在公元2000年後全球的太陽能電池銷售額成數倍的成長。
2005年後，德國等環保先進國家实行了新的建築法規，太陽能板需求量爆發大增，市場嚴重缺貨，造成全球太陽能電池產業蓬勃發展，許多太陽能電池廠的股價迅速攀升，並帶動傳統製造業轉型，投入太陽能相關商品的開發与應用。
2011年的福岛第一核电站事故使得各國提高对各種再生能源的補貼，太陽能產業也因此扩大生产，造成供過於求，太陽能電池發電成本提早在2013~2014年達到電網平價（至少不會比傳統發電貴），未來太陽能電池發電的成本將比燃煤發電便宜，但目前還不能確定多久。
此外，太陽能電池除了硬體成本外，還有安裝、管理、資金等軟成本，許多國家在非硬體成本上都有很大的降價空間，只要改善非硬體的問題；在這方面表現最佳的是德國的每瓦2.21美元。根据SolarCity公司最新财报，每瓦价格为2.71美元。

## 缺點與展望
太陽能的使用受天氣影響極之大，因此只能輔助发电。而且生產過程中需要用強酸和強鹼清洗，容易造成環境汙染。
太陽能電池夜間無法發電，更大的缺點是容易受雲層移動干擾（夜間無法發電可以預測，但雲層移動干擾不好預測、因此是更嚴重的缺點）。但由於太陽能電池的發電尖峰通常接近電力使用尖峰，因此要到較高的安裝量才會造成問題：目前多採取可以在短時間內改變發電量的天然氣發電來調節，太陽能可以降低天然氣使用量（成本）、天然氣發電則可以彌補太陽能的不穩定性，互補性極佳；而大部分的地區，太陽能與風能具有互補性，太陽能電池與水力發電、抽水蓄能電站的互補性更高。未來的應變方案為研發高效能的電池技術以儲存太陽能，例如蓄電池、飛輪儲能、壓縮空氣儲能技術等；若將能源儲存系統與太陽能電池裝置在社區或家庭，則可以大幅增加供電穩定性。
太陽能電池亦要和另一太陽能發電方案：聚光太陽能熱發電競爭，後者的轉化效率較高和技術成熟。不過缺點是體積較大和結構複雜。
另外，利用衛星發電亦可避免此二項干擾，例如美國和日本兩國提出的「太空太阳能」計畫（Satellite Solar PowerStation，SSPS），目標是將具有太陽能電池或熱能發電系統的衛星，發射到太空中一個能夠不斷接受太陽光的地方，例如在赤道附近上空，便可以連續不停且穩定地接收太陽能，在轉換為電能後，以微波的方式傳回地球。
| 發電方法         | 簡述                                      | 每單位電量所產生的二氧化碳 (g CO2/kWhe))（百一分段價） |
| ---------------- | ----------------------------------------- | ------------------------------------------------------ |
| 水力發電         | 假設利用水塘，不含水壩建設                | 4                                                      |
| 風力發電廠       | 位於低成本陸地的情境，不含海上型          | 12                                                     |
| 核電             | 以普遍的第二代核反應堆計算 不含更新型科技 | 16                                                     |
| 生質燃料         |                                           | 18                                                     |
| 聚光太陽能熱發電 |                                           | 22                                                     |
| 地熱發電         |                                           | 45                                                     |
| 太陽能電池       | 多晶硅太陽能電池 生產過程的碳排放         | 46                                                     |
| 燃氣發電         | 假設加裝燃氣渦輪 聯合廢熱回收蒸汽發生器   | 469                                                    |
| 燃煤發電         |                                           | 1001                                                   |

## 参見
- 聚光太阳能热发电
- 綠建築
- 建築整合太陽能
- 再生能源